# Olympische Sommerspiele 2024/Teilnehmer (Grenada)
| Gelbes Symbol für Goldmedaillen mit stilisierten Olympischen Ringen | Graues Symbol für Silbermedaillen mit stilisierten Olympischen Ringen | Braundes Symbol für Bronzemedaillen mit stilisierten Olympischen Ringen |
| ------------------------------------------------------------------- | --------------------------------------------------------------------- | ----------------------------------------------------------------------- |
| —                                                                   | —                                                                     | 2                                                                       |

Grenada nahm an den Olympischen Spielen 2024 vom 26. Juli bis zum 11. August 2024 in Paris teil. Es war die insgesamt elfte Teilnahme an Olympischen Sommerspielen.
Für die Eröffnungsfeier wurde der Leichtathlet Lindon Victor zum Fahnenträger der Mannschaft Grenadas ernannt.

## Medaillen

### Medaillenspiegel
| Rang   | Sportart       | Gold | Silber | Bronze | Gesamt |
| ------ | -------------- | ---- | ------ | ------ | ------ |
| 1      | Leichtathletik | –    | –      | 2      | 2      |
| Gesamt | Gesamt         | 0    | 0      | 2      | 2      |

### Medaillengewinner
| Name/n          | Sportart       | Wettkampf |
| --------------- | -------------- | --------- |
| Bronze          |                |           |
| Lindon Victor   | Leichtathletik | Zehnkampf |
| Anderson Peters | Leichtathletik | Speerwurf |

## Teilnehmer nach Sportarten

### Leichtathletik
Drei grenadische Leichtathleten hatten die Olympianormen des Weltverbandes erreicht.
Laufen und Gehen
| Athleten      | Wettbewerb | Qualifikation | Qualifikation | Vorlauf | Vorlauf | Halbfinale    | Halbfinale    | Finale        | Finale        | Rang          |
| Athleten      | Wettbewerb | Zeit          | Rang          | Zeit    | Rang    | Zeit          | Rang          | Zeit          | Rang          | Rang          |
| ------------- | ---------- | ------------- | ------------- | ------- | ------- | ------------- | ------------- | ------------- | ------------- | ------------- |
| Frauen        |            |               |               |         |         |               |               |               |               |               |
| Halle Hazzard | 100 m      | 11,88 s       | 2             | 11,70 s | 8       | ausgeschieden | ausgeschieden | ausgeschieden | ausgeschieden | ausgeschieden |
| Männer        |            |               |               |         |         |               |               |               |               |               |
| Kirani James  | 400 m      | —             | —             | 44,78 s | 1       | 43,78 s       | 1             | 43,87 s       | 5             | 5             |

Springen und Werfen
| Athleten        | Wettbewerb | Qualifikation | Qualifikation | Finale     | Finale | Rang   |
| Athleten        | Wettbewerb | Weite/Höhe    | Rang          | Weite/Höhe | Rang   | Rang   |
| --------------- | ---------- | ------------- | ------------- | ---------- | ------ | ------ |
| Männer          |            |               |               |            |        |        |
| Anderson Peters | Speerwurf  | 88,63 m       | 2             | 88,54 m    | 3      | Bronze |

Mehrkampf 
| Athleten      | 100 m   | 100 m | Weitsprung | Weitsprung | Kugelstoßen | Kugelstoßen | Hochsprung | Hochsprung | 400 m   | 400 m | 110 m Hürden | 110 m Hürden | Diskuswurf | Diskuswurf | Stabhochsprung | Stabhochsprung | Speerwurf | Speerwurf | 1500 m      | 1500 m | Punkte | Rang   |
| Athleten      | Zeit    | Pkte. | Weite      | Pkte.      | Weite       | Pkte.       | Höhe       | Pkte.      | Zeit    | Pkte. | Zeit         | Pkte.        | Weite      | Pkte.      | Höhe           | Pkte.          | Weite     | Pkte.     | Zeit        | Pkte.  | Punkte | Rang   |
| ------------- | ------- | ----- | ---------- | ---------- | ----------- | ----------- | ---------- | ---------- | ------- | ----- | ------------ | ------------ | ---------- | ---------- | -------------- | -------------- | --------- | --------- | ----------- | ------ | ------ | ------ |
| Zehnkampf     |         |       |            |            |             |             |            |            |         |       |              |              |            |            |                |                |           |           |             |        |        |        |
| Lindon Victor | 10,56 s | 961   | 7,48 m     | 930        | 15,71 m     | 833         | 2,02 m     | 822        | 47,84 s | 917   | 14,62 s      | 896          | 53,91 m    | 953        | 4,90 m         | 880            | 68,22 m   | 862       | 4:43,53 min | 658    | 8771   | Bronze |

### Schwimmen
| Athleten          | Wettbewerb     | Vorlauf | Vorlauf | Halbfinale    | Halbfinale    | Finale        | Finale        | Rang |
| Athleten          | Wettbewerb     | Zeit    | Rang    | Zeit          | Rang          | Zeit          | Rang          | Rang |
| ----------------- | -------------- | ------- | ------- | ------------- | ------------- | ------------- | ------------- | ---- |
| Frauen            |                |         |         |               |               |               |               |      |
| Tiffany Collymore | 100 m Freistil | 58,84 s | 26      | ausgeschieden | ausgeschieden | ausgeschieden | ausgeschieden | 26   |
| Männer            |                |         |         |               |               |               |               |      |
| Zackary Gresham   | 100 m Rücken   | 58,92 s | 44      | ausgeschieden | ausgeschieden | ausgeschieden | ausgeschieden | 44   |